# Гей-націоналізм

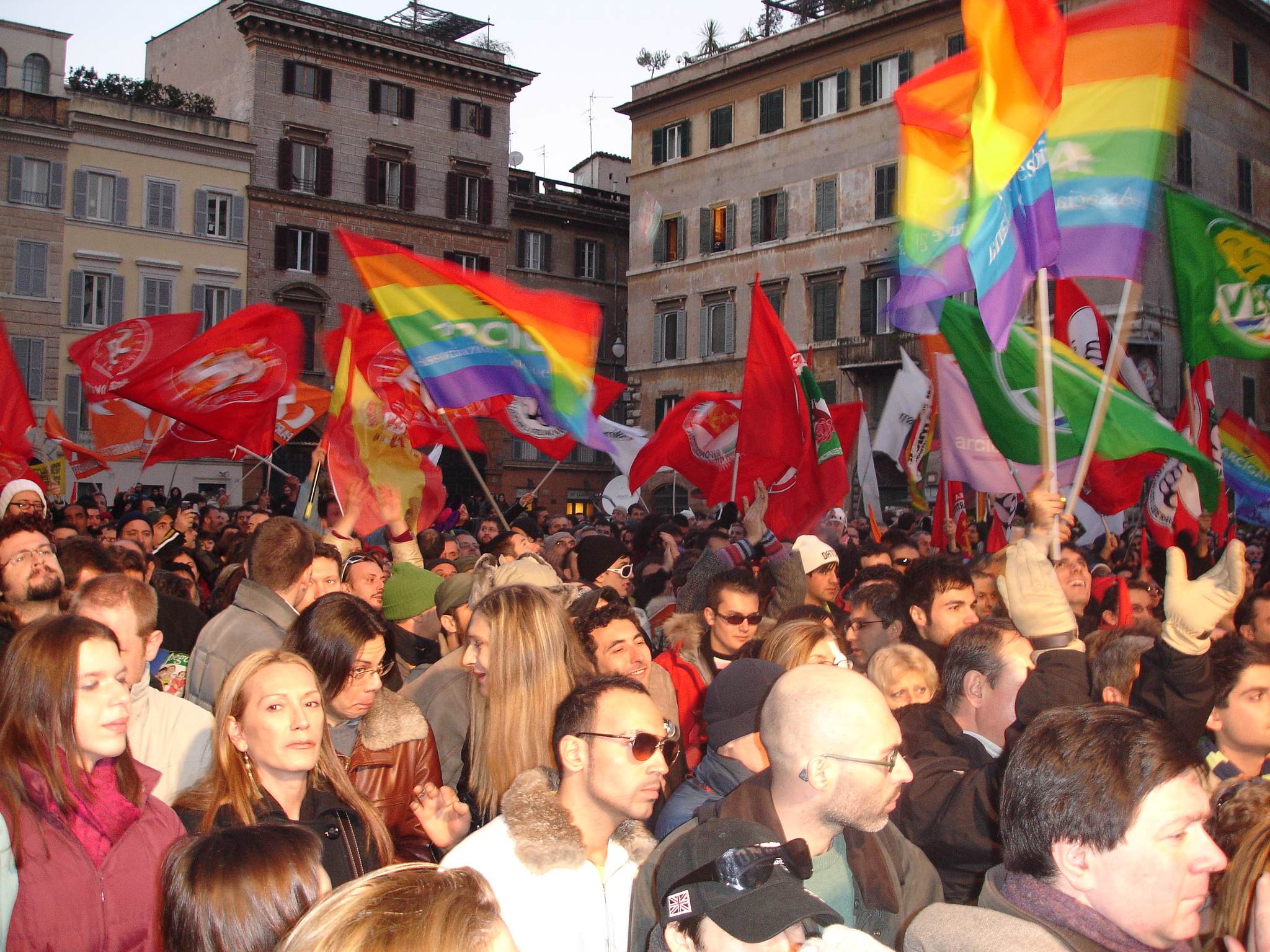
Мітинг ЛГБТ-спільноти в Болонії

Гей-націоналізм, квір-націоналізм (англ. Gay nationalism, Queer nationalism) – соціологічна концепція, згідно з якою формування в рамках визвольного руху ЛГБТ-спільноти є процесом становлення нової нації. Прихильники гей-націоналізму вважають, що гей-спільнота – це не група людей з певними сексуальними практиками, а нація, що має власну ідентичність, культуру і історію.
Виходячи з власного досвіду переслідувань і соціальної ізоляції, багато геїв і лесбійок сприймають себе в великій мірі такими, які відрізняються від гетеросексуального більшості. Слідуючи природній тенденції всіх меншин, геї і лесбійки зазвичай шукають захисту і підтримки серед своїх. Скасування кримінального переслідування гомосексуалів в багатьох країнах призвела до появи живої субкультури, в той час як соціальна і правова рівність так і не була досягнута однаково. Це призвело до зростання відчуття фрустрації і до прагнення відмежуватися від ворожої гетеросексуальної більшості. У 1990 році це почуття відбилося в появі «Queer Nation» («Нації Не Таких»), організації відомої гаслом «I hate Straights» (приблизно: «Я ненавиджу натуралів»).
Одна з ліній аргументації гей-націоналістів виходить з того, що Організація Об'єднаних Націй у своїй Загальній декларації прав людини:
- В статті 15 гарантує право на вільний вибір національної належності, і
- В статті 16, гарантує право на шлюб, незалежно від національної приналежності.

Якщо ООН визнає геїв і лесбійок окремою нацією, це призведе до визнання одностатевих шлюбів і ліквідації дискримінації в багатьох країнах, які підписали Загальну декларацію прав людини. Національний рух геїв і лесбійок, що формується, виказує паралелі з єврейською емансипацією і свідомо орієнтується на ідеї Теодора Герцля. Пропонована сепаратистськими групами емансипація через національну ідентичність досі привертає мало уваги в офіційній (асиміляційній) квір-теорії, однак дослідники націоналізму активно вивчають це явище.

## Дослідження
Берубе (Bérubé, 1991) і Чи (Chee, 1991) першими визначили Квір-націоналізм як нову форму націоналізму < . Згідно з аналізом Браяна Вокера, проведеному в 1996 році, деякі закономірності формування національної культурної ідентичності характерні також і для ЛГБТ-спільноти. Вокер класифікує гей-націоналізм як одну з «нових», культурних форм націоналізму, які відрізняються від «старих», етнічних і релігійних типів. Він виділив наступні ознаки формування нової спільності:
- Багато форм націоналізму починалися як громадські рухи груп, які намагалися відокремитися від дискримінуючої більшості; в цьому плані квір-націоналізм будується на основі спільності людей, які дискриміновані з боку решти суспільства і знаходяться в соціальній ізоляції.
- Гей-спільнота має свою власну культуру: свої журнали, фестивалі, театри, клуби, фільми тощо.
- Гей-спільнота має свою літературу.
- Гей-спільнота має спільну історичну долю.
- Гей-спільнота шукає доступ до елементів державного регулювання з метою забезпечення власної безпеки, при цьому є в значній мірі політично організованою, і деякою мірою прагне пробудити національні почуття.

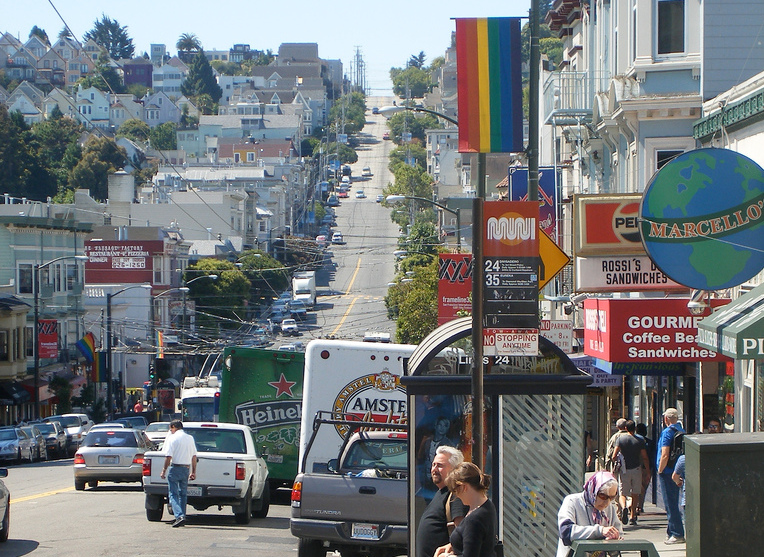
Район Кастро, гей-гетто в Сан-Франциско, США

Вокер передбачає, що в процесі подальшої інтеграції (в тому числі завдяки новим інформаційним технологіям, таким як Інтернет) ЛГБТ-спільнота перетвориться в нетериторіальну націю на зразок діаспори.
Уілл Кімлика визнає, що геї та лесбійки подібно етнокультурним групам розвинули групову ідентичність і групову культуру.
Вільям Барроуз висловлював ідею про створення національної держави геїв і лесбійок, однак пізніше схилився до можливості створення автономного організованого співтовариства на зразок деяких етнічних меншин в США . У 2004 році група активістів спробувала проголосити Королівство геїв і лесбійок. У ряді країн західного світу спостерігається формування анклавів подібних етнічним, так званих гей-гетто, які можуть займати від одного кварталу до невеликого міста.

## Критика
Критики концепції аргументують, що, на їхню думку, сексуальна орієнтація не може бути основою для національної самосвідомості. З іншого боку можна почути думку, що просвіта суспільства й інтеграція гомосексуалів мають перевагу над «самоізоляцією», а також те, що в ході зниження гомофобії суспільства і досягнення повної рівноправності ЛГБТ-спільнота деконструюють. У свою чергу, гей-націоналісти вказують на те, що пропонована їх противниками «інтеграція» фактично є асиміляцією і відмовою від власної культури, тому що мається на увазі, що геї і лесбйки мають пристосуватися до культури більшості. Твердження про відсутність національної властивості спростовується зазначенням на довільне визначення меж поняття «національність».